# Moa Svan

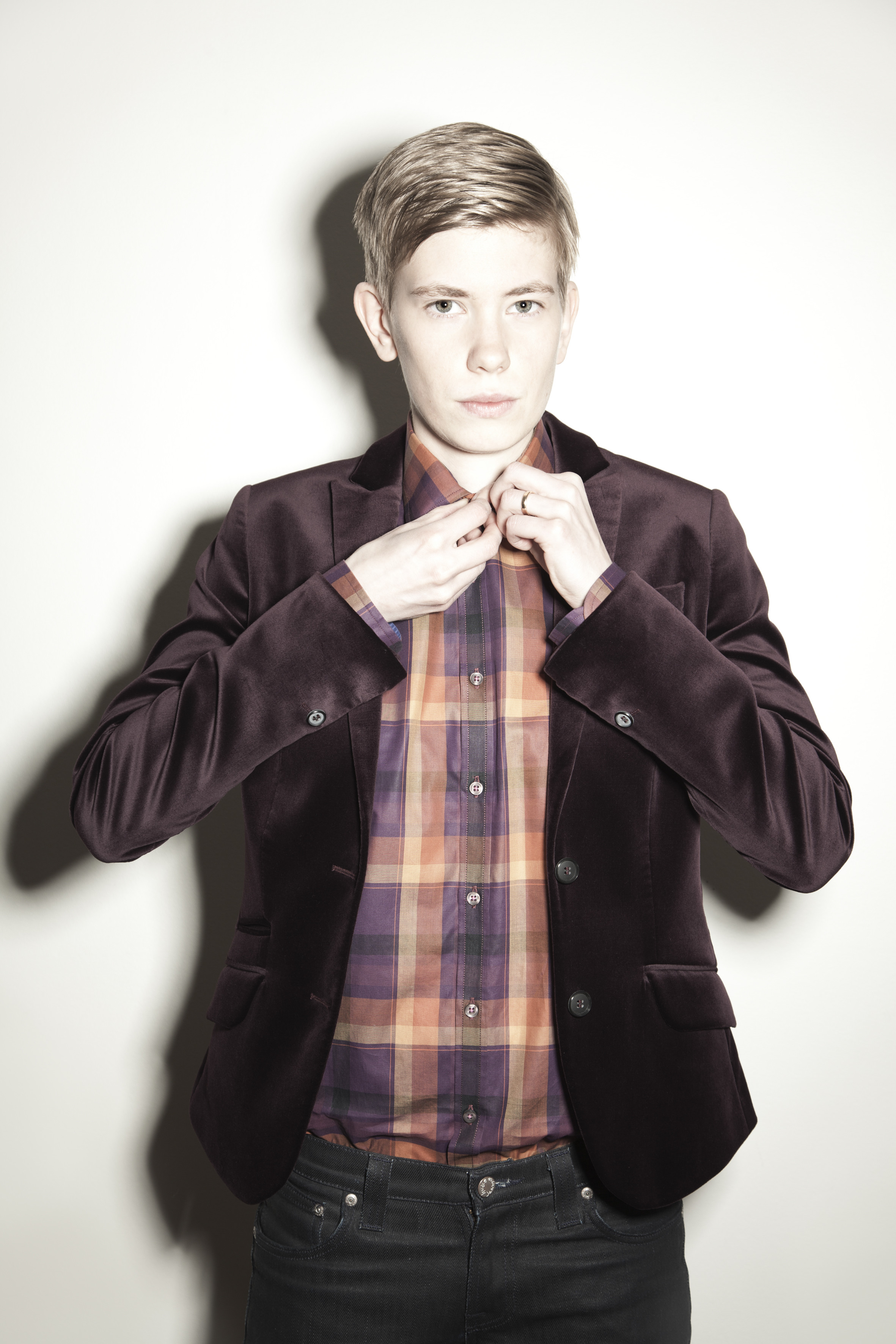
Moa Svan 2011.

Moa Kajsa Svan, tidigare Hellström Svan, född 21 mars 1986 i Tynnereds församling i Göteborg, är en svensk programledare.

## Biografi
Moa Svan är uppväxt i Kungsbacka. Hon fick sitt genombrott som programledare för ungdomsmagasinet Avatopia på Sveriges Television hösten 2003. Moa Svan debuterade som ståuppkomiker 2005. År 2006 började hon arbeta som programledare för radioprogrammet P3 Homo. Mellan 2007 och 2010 var hon programledare på radioprogrammet P3 Star. Under våren 2010 vikarierade Svan som programledare för Morgonpasset i P3 och gick sedan under sommaren 2010 över till att höras i humorprogrammet Kyss min plysch som hon själv skapat tillsammans med Helena Sandström. Kyss min plysch vann P3-programmet Humorverkstans lyssnartävling samma år.
Svan har även varit programledare för Utbildningsradions barnprogram Krokomax och sedan 2011 även för Kunskapskanalens frågesportsprogram Duellen.
Under hösten 2010 startade Svan tillsammans med Liv Elf Karlén och Pernilla Hammargren en återkommande humorkväll på en restaurang i Stockholm under namnet Humormaffian. Denna lades ned under våren 2012. År 2013 startade hon den egna talkshowen "Moa Svan med gäster" på Bio Rio i Stockholm. I showen blandar hon ståupp med intervjuer och samtal med gäster och samtliga som arbetar med den är kvinnor. Bland gästerna har bland andra Nina Hemmingsson, Nour El Refai, Alexandra Pascalidou och AIK:s damhockeylag funnits. "Moa Svan med gäster" flyttade senare från Bio Rio till Kulturhuset.
Svan ledde invigningsgalan av Stockholm Pride 2010 och 2011. År 2014 nominerades hon till Årets komiker på Svenska Stand up-galan. Vid tidskriften ETCs 40-årsfirande på Färgfabriken i december 2016 var Svan konferencier.
Svan har ett barn, fött 2014, i ett tidigare äktenskap. Svan har ett förhållande med Sabina Wärme och tillsammans har paret bland annat skrivit officiella VM-låten "Jag tror jag stannar kvar" för fotbolls-VM för damer 2019. Paret har även producerat ljudkonstverket RAGUNDA.